# Kőrézkor
A kőrézkor régészeti korszak, amely a újkőkorszak végétől a bronzkor kezdetéig tartott. Korábban rézkornak nevezték, amelynek első fázisaként választották el a kőrézkort. Azonban ma már nyilvánvaló, hogy a rézkor teljes időtartama alatt a szerszámkészítés fő alapanyaga továbbra is a kő maradt, a fémtárgyak díszítő jellegűek vagy státuszszimbólumok, valódi használati eszközöket tulajdonképpen nem készítettek rézből. Más elnevezése az eneolitikum.
A rézkor fogalmát Pulszky Ferenc alkotta meg az 1870-es években, amikor a Kárpát-medencében fellelhető nagyszámú, nagyméretű és feltűnő réztárgyak alapján bebizonyította, hogy az őskor addigi hármas tagolása – kő-, bronz- és vaskor – mellé indokolt a rézkor beiktatása is. Az angol John Evans hasonló gondolatot vetett fel 1881-ben.
A korszak fő jellemzője, hogy az ember használni kezdte az első fémeket: a rezet, az aranyat és az ezüstöt. Kialakult a fémolvasztás és fémmegmunkálás technikája. Nemcsak az aranyból és ezüstből, hanem a rézből készült tárgyak is elsősorban díszítő és vallási célokat szolgáltak, illetve a hatalmat és gazdagságot fejezték ki. Munkaeszközként és fegyverként a rezet és annak első ötvözeteit vagy nem alkalmazták, vagy csak a kőeszközökkel együtt.
A kőrézkor pontos időbeli behatárolása földrészenként és területenként eltérő, attól függően, hogy az adott területen mikor kezdődött meg a fémmegmunkálás. A Közel-Keleten és Európa délkeleti részén (Balkán) ez nagyjából az i. e. 4500-3300 közötti időszakra tehető. Más területeken ennél később volt a rézkor, ahol pedig nem a réz, hanem a bronz vagy a vas volt az első használatba vont fém, ott egyáltalán nem volt rézkor, hanem a kőkorszak után rögtön a bronzkor, illetve a vaskor következett (például Fekete-Afrikában).
Általában a kőrézkor jellemzője az írás megjelenése, amely egyértelmű választóvonal az őskor és az ókor, vagyis a prehisztorikus (történelem előtti) és hisztorikus (történeti) korok között.

## Éghajlati változások
A kőrézkor kezdetén (i. e. 5. évezred) Európában és Ázsiában egy szárazabb klímát eredményező időjárás-változás indult el. A szárazság következtében a földművelésből egyre nehezebben tudtak megélni, a gazdálkodás súlypontja a helyváltoztatást igénylő állattenyésztésre helyeződött át (transzhumáló pásztorkodás).

## A rézkor főbb régészeti kultúrái

### Közel-Kelet és Észak-Afrika
Mezopotámia rézkori kultúrái: a Halaf-kultúra, Hasszuna–Szamarra-kultúra, Ubaid-kultúra, Uruk-kultúra, Dzsemdet Naszr-kultúra. Mezopotámiában és Egyiptomban a rézkor vége egybeesik az első városállamok megjelenésével és az írott történelem kezdeteivel.

### Közép-Ázsia

#### Botaji kultúra
A nagy testű állatok háziasítása igazi forradalmat hozott az emberiség történetében, hiszen megkönnyítette a fizikai munkát, és lehetővé tette az áruszállítás és a közlekedés fejlődését. A szarvasmarha háziasítása után a következő nagy lépést a ló háziasítása jelentette. Ennek legkorábbi emlékei az észak-kazahsztáni Botaj területéről kerültek elő az i. e. 3700–3100 közötti időszakból.

### Kelet-Európa

#### Kurgánok népei
A Fekete-tenger vidékétől a magyarországi Alföldig terjedő kultúrák. Előkelő halottaikat földből emelt halmok (kunhalom) (oroszul kurgán) alá temették. A mezőgazdaság mellett sztyeppi típusú szarvasmarha- és lótartással foglalkoztak.
A kurgánok népeinek egyes elkülönülő csoportjai:
- Szrednyij Sztog-kultúra
- Majkop-kultúra
- Jamnaja kultúra

### Közép-Európa[4]
Az újkőkori egy helyben lakást jellemző hosszabb életű telepek megszűntek, s átadták helyüket a pásztorkodó életformának jobban megfelelő, átmenetibb jellegű telepeknek. Közép-Európában a rézkor egészen az i. e. 3. évezred derekáig elhúzódott.

#### Vinča-kultúra
A Vinča-kultúra népessége a középső neolitikumtól a rézkorig meghatározza Erdély történetét. E kultúra nem azonos a Tordos kultúrával/csoporttal. A Vinca-Belo Brdoi tellben találtak Tordos importkerámiákat, ami bizonyítja, hogy a Vinca C fázis egyidejű a Tordos kezdetével. A Vinca a romániai Bánságban is megtelepedett, Erdélybe a Maros folyót követve lép be. Hunyad, Fehér, Szeben megyékből ismertek települései, Kolozs, Beszterce-Naszód megyékből csak importjai vagy a Petrești kultúra által készített edényutánzatok ismertek. A Lumea Nouă csoportot erősen befolyásolta Hunyad, Fehér, Maros, Kolozs megyékben. E csoport megszűnik, amikor a Bánságból újabb Vinca C idejű csoport, a Foeni érkezik a Maroson Erdélybe. Ez a Dimini kultúra egy részének a román Bánságba költözéséből alakult ki, Erdélyben a két csoport kölcsönösen befolyásolja egymást. Amíg a Foeni csoport a Bánságban jellemzően fehér és vörös festésű edényeket készített, Erdélyben a Lumea Nouă és a Tordos fekete festése, a Lumea Nouă barna festése átkerül e csoportba. A Lumea Nouă befolyás e csoportot a Petrești kultúrává alakítja. A Tordos, Lumea Nouă, Cluj-Cheile Turzii vége népmozgásokat okozott, ezekből az Iclod és Hunedoara csoportok születnek meg. Az Iclod Lumea Nouă alapon, a Hunedoara Tordos alapon születik meg. Mezőzáhon a Lumea Nouă és az Iclod egyszerre, két külön helyen élnek. Az Iclod csoport a településén keveredik a Petrești kultúrával, majd eltűnik. A Petrești kultúrával való keveredés Erdély minden területén más időpontban következik be. Kolozsváron a Cluj-Cheile Turzii kerámia Tordos importokat tartalmaz, ilyenek az Iclod csoportban is előfordulnak. Beszterce-Naszód megyében Vinca C importok vagy utánzatok találhatók a Petrești kultúrában. A régi vonaldíszes kerámia kultúrájának edénytöredékei Erdélyben mindig bizonytalan módon kerültek elő Lumea Nouă környezetben, talán még utánzataik is vannak a Petrești kultúrából. Talán, de nem biztos, mivel a Beszterce-Naszód megyei Petrești kerámián bekarcolt, görbe vonalakat is látni. A vonaldíszes-kottafejes változat legtöbbször szintén bizonytalan körülmények közt került elő Lumea Nouă környezetben. Hogy a dolog még bonyolultabb legyen, a kavargásban a Precucuteni kultúra is részt vett. Kerámiája Tordos, Iclod, Iclod-Petrești telepeken jelenik meg, de talán helyileg is gyártották. Erdélyben a rézkor az Iclod csoport kis réz leleteivel kezdődik: a mezőzáhi árral és a nagyiklódi sír réz nyakdíszével. Szintén rézkoriak a Precucuteni és a Petrești kultúrák, ezekből sokkal több és nagyobb réztárgy ismert. Az Iclod-Petrești szintézis Beszterce-Naszód megyei telepein Szakálhát jellegű, bekarcolt díszítések is előfordulnak, akárcsak nagy, lyukas, kissé elhegyesedő, ragadozómadár csőrére emlékeztető edényfülek. Kalicz Nándor Lengyel bevándorlást feltételezett Vinca-Tordos környezetbe, a fent említettek lehetnek egy Lengyel-Szakálhát bevándorlás eredményei. Kolozs megyében a Pișcolt, Lumea Nouă, Cluj-Cheile Turzii csoportok kerámiái/enklávéi megtalálhatók egymás telepein.

#### Petreşti-kultúra
A réz és arany megmunkálását ismerő balkáni eredetű népesség fő célja az Erdélyi-érchegység fölötti ellenőrzés lehetett. A korai erdélyi rézeszközök (Balomir, Radnót) és a zalatnai aranylelőhelyek feltárása jelentette a Kárpát-medencei rézkor kezdetét. A nagyarányú kereskedelem révén az egész Kárpát-medencébe és a Balkánra is eljutottak az általuk készített lemezes arany ékszerek.

#### Tiszapolgári kultúra
Legnagyobb elterjedési periódusában magába foglalta az Alföld keleti felét és Erdély nagy részét. A kultúra kis méretű, időszakos jellegű településeiken fő foglalkozásuk az állattenyésztés volt. A halottak mellé helyezett tárgyak mennyisége, valamint az egyes sírokban felbukkanó rézékszerek és fegyverek már a halottak eltérő társadalmi helyzetére utalnak. A tiszapolgári kultúra jellegzetes edényformái a talpas kelyhek és csőr alakú kiemelkedésekkel ellátott edények. A réz megmunkálása már igen magas fejlettségi szintet ért el.

#### Lengyeli kultúra III.
A Dunántúlon a neolitikumból a rézkorba való átmenet népességcsere nélkül zajlott le. A lengyeli kultúra késői fázisa már a korai rézkor jellegzetességeit mutatja. Egyes falvak folyamatosan továbbéltek vagy a régebbiek közelében épültek újjá.

#### Balaton–Lasinja-kultúra
Tovább élő késő neolitikus népesség és bevándorlók az Alpok vidékéről és az Észak-Balkánról. Mély árkokkal védett erődített településekben laktak, mint a séi kettős körárok. Az első ismert réztégely keletkezése, talán innen veszi át a rézolvasztást a bodrogkeresztúri kultúra. A kultúra kiemelkedő fémleletei az ellentett élű rézcsákányok, amiket sokszor csákánybaltának neveznek.

#### Bodrogkeresztúr-kultúra
A Kárpát-medence egész középső részén, az Alföldön és a Duna mentén egyaránt jelen volt. A kultúra népességének kis méretű települései nehezen figyelhetőek meg régészetileg, mivel ezek inkább állattenyésztő népek szálláshelyei, mint állandó települések voltak. Sokkal ismertebbek temetőik, amelyek között előfordul a száznál több sírból álló is. A nagyszámú fémtárgy (réz, arany) a fémművesség nagymértékű elterjedésére utal. A földművelés mellett (főleg közönséges búzát termesztettek) sok állatot, főként szarvasmarhát tartottak.

#### Tűzdelt barázdás kerámia kultúrája
A fémművesség hanyatlásnak indult, inkább csak a kevés nyersanyagot igénylő, kis méretű réztárgyak fordulnak elő. A népesség csökkent, így a települések száma is visszaesett. Lelőhelyek: Oladi plató, Torony.

#### Hunyadihalom-kultúra
A Tisza vidékén keletről, délkeletről érkező népesség váltja fel a bodrogkeresztúri kultúrát. a települések száma erősen visszaesett, a népesség száma csökkent.

#### Erősdi kultúra
A rézkor legfontosabb helyi megnyilvánulása Erdélyben. A nagy mennyiségben előforduló ember- és állatábrázolások, amelyeket kultikus célokra használhattak, fejlett tárgyi és szellemi életről tanúskodnak. Az erősdi kultúra településeinek megszűnése a késő rézkorban érkező népvándorlási hullám számlájára írható.

#### Coţofeni-kultúra
A Coţofeni-kultúra a késő rézkori balkáni népvándorlás egyik fő képviselője, amely Erdély nagy részére is kiterjedt. Településeik átmeneti jellegűek voltak, a transzhumáló állattenyészést gyakorolták, míg a földművelés másodlagos volt. Agyagművességük nagyon gazdag és változatos emlékeiből ismert.

#### Badeni kultúra
Kialakulásában a Tűzdelt barázdás kerámia kultúrája és a Hunyadihalom kultúra játszott szerepet. A rézkor végi badeni kultúra (péceli kultúra) népessége az egész mai Magyarország területét elfoglalta. Állattartó, földművelő életformájuk mellett finoman kidolgozott réz és aranytárgyakat, agyagedényeket készítettek, kifinomult, magas szintű ismereteikről, hitvilágukról gazdag kultusztárgyaik, temetkezési szokásaik vallanak. A temetők szerepe megnőtt, a közösség életében az állandóságot ezek képviselték. A rézkori temetőben már a társadalmi tagozódást is megfigyelhetjük, mivel szigorú rendszer szerint és gazdag melléklettel (réz-, csont-, kőeszközök, kagyló- és csontékszerek, agyagedények) temették el a halottaikat. Budakalász mellett tárták fel a badeni kultúra legnagyobb eddig ismert temetőjét (i. e. 4. évezred vége). Az itt talált kis agyagszobor, a budakalászi kocsi, egész Európa első kocsiábrázolása, ami a Kárpát-medencének az emberi civilizáció fejlődésében játszott fontos szerepére mutat.

### Nyugat-Európa és Dél-Európa

#### Megalitok kultúrája

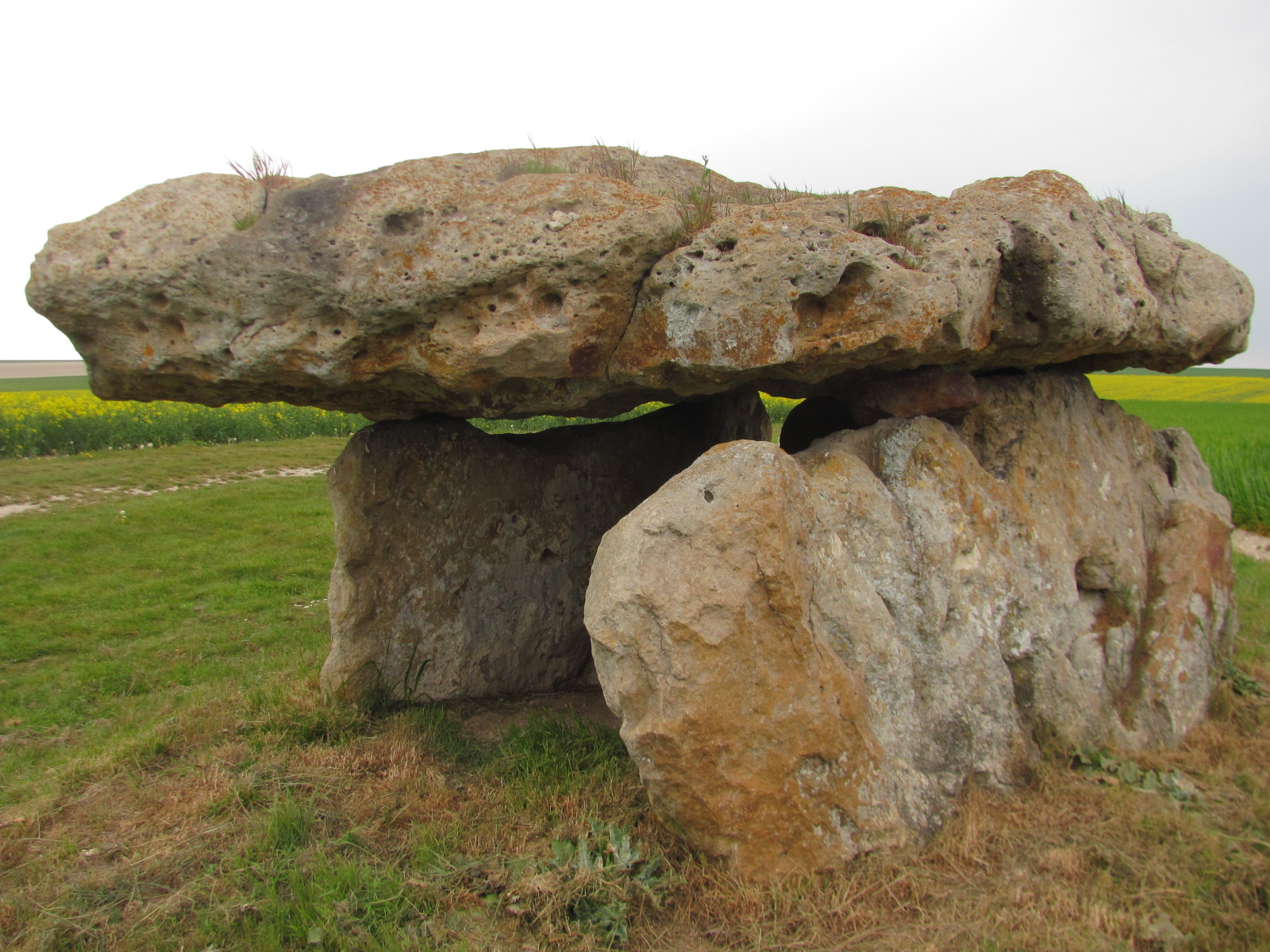
Dolmen a franciaországi Marcilly-le-Hayer településen

A megalitok hatalmas kőépítmények voltak. Három típusuk volt: a dolmen, az összetett kőtömbcsoport és a menhir. Az i. e. 3. évezredben Nyugat-Európát és az Ibériai-félszigetet elborítják a dolmenek (méhkas alakú kőépítmények, letakarva egy nagy lappal). A spanyolországi mengai barlang a rézkor legimpozánsabb sírépítménye. Hossza 25 méter, 31 kőtömbjének súlya összesen 1600 tonna. Felrakásuk hasonló nehézséggel járt, mint a gízai nagy piramis köveié.
Stonehenge Nyugat-Európa megalitkultúrájának jelképe. Legmonumentálisabb része egy 30 méter átmérőjű kőkör, amely harminc darab 4 méter magas kőoszlopból áll. A sziklatömbök tömege egyenként 50 tonna. A kör belsejében öt 8 méter magas kőtömbegyüttes áll. Építése több mint 1000 éven át tartott, a rézkorban kezdődött és csak a bronzkorban fejeződött be.
Az i. e. 3. évezred végétől egész Nyugat-Európában elterjednek a menhirek, a magányosan álló emlékkövek. A legmagasabb a franciaországi Men-er-Grah menhir volt (23 méter). Helyszínre viteléhez és felállításához több mint 2000 emberre vagy 300 ökörre volt szükség. A megalitok felállítása hatalommal rendelkező uralkodóréteget és nagy lélekszámú törzset igényelt.
A hatalmas kőtoronyhoz egy 168 méter hosszú földalatti sír csatlakozik.

## Ötzi, a jégember
Ötzi, a „jégember” egy jégbefagyott rézkori ember tréfás elnevezése, akinek jó állapotban megmaradt, mumifikálódott holttestét 1991-ben Olaszországban, az Ötz-völgyi-Alpokban találták meg. Az i. e. 4. évezred végén élt. Egy rézbaltát, íjat és nyílvesszőket, taplót és egy csiszolt kőkést találtak nála. Részletesen elemezték a ruházatát, az életkorát, a táplálkozását és a halála okát (gyilkosság). Teste Bolzano város régészeti múzeumában látható.